# Andries Welkenhuysen
 (mai 2023).
La mise en forme du texte ne suit pas les recommandations de Wikipédia : il faut le « wikifier ».
Les points d'amélioration suivants sont les cas les plus fréquents. Le détail des points à revoir est peut-être précisé sur la page de discussion.
- Les titres sont pré-formatés par le logiciel. Ils ne sont ni en capitales, ni en gras.
- Le texte ne doit pas être écrit en capitales (les noms de famille non plus), ni en gras, ni en italique, ni en « petit »…
- Le gras n'est utilisé que pour surligner le titre de l'article dans l'introduction, une seule fois.
- L'italique est rarement utilisé : mots en langue étrangère, titres d'œuvres, noms de bateaux, etc.
- Les citations ne sont pas en italique mais en corps de texte normal. Elles sont entourées par des guillemets français : « et ».
- Les listes à puces sont à éviter, des paragraphes rédigés étant largement préférés. Les tableaux sont à réserver à la présentation de données structurées (résultats, etc.).
- Les appels de note de bas de page (petits chiffres en exposant, introduits par l'outil «  Source ») sont à placer entre la fin de phrase et le point final[comme ça].
- Les liens internes (vers d'autres articles de Wikipédia) sont à choisir avec parcimonie. Créez des liens vers des articles approfondissant le sujet. Les termes génériques sans rapport avec le sujet sont à éviter, ainsi que les répétitions de liens vers un même terme.
- Les liens externes sont à placer uniquement dans une section « Liens externes », à la fin de l'article. Ces liens sont à choisir avec parcimonie suivant les règles définies. Si un lien sert de source à l'article, son insertion dans le texte est à faire par les notes de bas de page.
- La présentation des références doit suivre les conventions bibliographiques. Il est recommandé d'utiliser les modèles {{Ouvrage}}, {{Chapitre}}, {{Article}}, {{Lien web}} et/ou {{Bibliographie}}. Le mode d'édition visuel peut mettre en forme automatiquement les références.
- Insérer une infobox (cadre d'informations à droite) n'est pas obligatoire pour parachever la mise en page.

Pour une aide détaillée, merci de consulter Aide:Wikification.
Si vous pensez que ces points ont été résolus, vous pouvez retirer ce bandeau et améliorer la mise en forme d'un autre article.
Andries Welkenhuysen (1929-2020) est un historien médiéviste et professeur de latin belge, de langue néerlandaise ou flamande. Il écrit également en anglais et en français.

## Publications
- (en) Profs E. Rombauts and A. Welkenhuysen, 1975. Aspects of the Medieval Animal Epic. Leuven University Press, 268 pages (lire en ligne sur Google books).
- (en) W. Verbeke, D. Verhelst and A. Welkenhuysen, 1988. The Use and Abuse of Eschatology in the Middle Ages, Presses universitaires de Louvain, p. 481-498 (lire en ligne sur Google books).
- A. Welkenhuysen, 1988. La Peste en Avignon (1348) Décrite par un Témoin Oculaire, Louis Sanctus de Béringen. [Édition Critique, Traduction, Éléments de Commentaire]. In: R. Lievens, et al., eds. Pascua Mediaevalia: Studies voor Prof. Dr. J. M. de Smet. 1983. Louvain : Universitaire Pers, pp. 452-492.
- (en) A. Welkenhuysen, H. Braet and W. Verbeke, 1995. Mediaeval antiquity Mediaevalia lovaniensia, Leuven University Press,  (ISBN 978-90-6186-693-0)(lire en ligne sur Google books).
- (nl) A. Welkenhuysen, 1995. Latijn van toen tot nu: opstellen, vertalingen en teksten gebundeld naar aanleiding van zijn emeritaat, Leuven University Press.

## Récompenses
- Lauréat de la Koninklijke Vlaamse Academie van België voor Wetenschappen en Kunsten (Académie royale flamande de Belgique des sciences et des arts) en 1967
- Prix Wendelen de la commune de Herck-la-Ville.